# ダニ媒介脳炎
ダニ媒介脳炎（ダニばいかいのうえん、tick-borne encephalitis、TBE）は中枢神経系におけるウイルス感染症である。ダニ媒介性脳炎とも呼ばれる。この疾患はほとんどの場合髄膜炎、脳炎、もしくは髄膜脳炎として表れる。また、ほとんどの場合は神経障害として認識されるが、軽い熱として起きることもある。長期、もしくは永続的な麻痺の頻度は感染患者の10-20%でみられる。新規患者数はほとんどの国で増加している。原因ウイルスであるダニ媒介性脳炎ウイルス (tick-borne encephalitis virus; TBEV) は広い宿主域を持ち、反芻動物、鳥類、齧歯類、肉食動物、馬、人に感染する。この感染症は人獣共通感染症であり、反芻動物や犬が人への感染源となり得る。また、自然宿主は齧歯類とマダニである。

## 病原体
TBEは、フラビウイルス科フラビウイルス属のTBEVによる。この病原体は、1937年に初めて分離された。以下の3つのサブタイプが知られる。
- 中部ヨーロッパ脳炎ウイルス：スウェーデン、ポーランド、チェコ、スロバキア、オーストリア、ハンガリー、ロシア西部などに分布[3]。
- シベリアのサブタイプ：シベリア地域に存在。
- 極東のサブタイプ：極東地域に存在。

シベリア型と極東型は、ロシア春夏脳炎ウイルスと呼ばれている。これは日本にも北海道の道南地域に分布している。ロシア及びヨーロッパの報告では、年間5,000-7,000人に発生している。

## 症状
TBEVは脳、髄膜、あるいはそれら両方に感染しうる。

### 中部ヨーロッパ脳炎
潜伏期間は7-14日で、典型的には二相性の症状を示す。第一期はインフルエンザ様の症状がみられ、1週間程度で症状が消える。解熱後2,3日後に第二期にはいり、痙攣・眩暈・知覚症状などの中枢神経系症状を呈するようになる。麻痺が3-23%でみられ、死亡率は1-5%とされる。感覚症状などの後遺症は35-60%で発生する。重篤度は東ヨーロッパで重篤で、西ヨーロッパでは比較的軽度である。

### ロシア春夏脳炎
潜伏期間は7-14日程度で中部ヨーロッパ脳炎と異なり二相性の症状はみられない。潜伏期の後に頭痛・発熱・悪心・嘔吐が見られ、症状が最大に現れると脳炎症状が見られることもある。中部ヨーロッパ脳炎より高い30%の致死率を持つ。多くの例で麻痺が残り、北海道の道南地域で発生した例では高熱と神経症状を示した後、退院後も麻痺が後遺症として残った。

### 動物の症状
犬の場合、神経症状は単なる振せん（震え）から痙攣や死亡にまで及ぶ。
反芻動物の場合も神経症状が表れ、さらに食欲不振、元気消失、呼吸器症状などとして表れることもある。

## 感染経路
この感染症はIxodes scapularis、Ixodes ricinus、Ixodes persulcatus（シュルツェマダニ）などのマダニによって噛まれることで媒介される他、極めて稀ではあるが、感染した反芻動物の未加熱原乳を飲むことによっても感染することがある。ヒトからヒトへは感染しないが、輸血や授乳によって極めて稀に感染が成立する。

## 診断
一般にダニ媒介性脳炎の診断はELISAなどの血清診断により行う。急性期の特異的IgMの検出や、回復期における抗体価の4倍以上の上昇を確認することで診断できる。初期段階ではウイルス分離やRT-PCRによる遺伝学的診断も可能である。ただし、神経症状を呈するような段階においてはウイルスの分離やウイルスRNAの検出は困難であり、これらの結果からダニ媒介性脳炎の可能性を否定することはできない。

## 治療と予防
この感染症は発症した場合治療法はなく、特異的な薬物療法は存在しない。脳損傷の兆候がみられた場合は入院が必要であり、症状の重篤度に応じ支持療法を行う。ダニ媒介性脳炎に特異的な免疫グロブリン（抗体）が症状の緩和に有効であることが示されている。他に、副腎皮質ホルモンのような抗炎症剤が検討されることもある。場合によっては気管挿菅と人工呼吸器が必要となる。
しかしながら、TBEはダニ媒介性脳炎ワクチンによる予防が可能である。また、マダニに噛まれることを予防することも、TBEの予防策に含まれる。ヨーロッパでのTBEワクチンは非常に効果的で、多くの流行地域で利用可能である。TBEワクチンは日本未承認であったが、2024年3月26日にファイザー製のワクチンが国内における製造販売承認を取得した。現在でもいくつかのトラベルクリニックで予防接種を受けることができる。